# Claire Andrieu
Pour les articles homonymes, voir Andrieu et Postel-Vinay.
Claire Andrieu, née le 17 juin 1952, est une historienne française spécialiste de l’histoire politique de la France contemporaine, de la Seconde Guerre mondiale et de la Résistance. Elle est professeure émérite à l’Institut d'études politiques de Paris et membre du Centre d’histoire de Sciences Po.

## Biographie

### Jeunesse et formation
Claire Andrieu est la fille des résistants André Postel-Vinay et Anise Postel-Vinay. Elle suit des études d'histoire et soutient en 1988 une thèse en histoire, dirigée par René Rémond, intitulée L'État et les banques commerciales, 1867-1944.

### Parcours professionnel
Claire Andrieu est maître de conférences (1993-2004) à l'université Paris-1, puis nommée professeure en 2004, à l'Institut d'études politiques de Paris ; elle est depuis professeure émérite. Au début des années 2000, elle s'oppose aux méthodes managériales de Richard Descoings aux côtés de Philippe Braud.
En 1989, elle est chargée de mission à la Mission du bicentenaire de la Révolution française et de la Déclaration des droits de l'homme et du citoyen. 
Elle est membre du Comité d'histoire de la ville de Paris.

## Publications
- Le Programme commun de la Résistance. Des idées dans la guerre, L'Érudit, 1984.
- avec Antoine Prost et Lucette Levan (dir.), Les nationalisations de la Libération : de l’utopie au compromis, Presses de Sciences Po, Paris, 1987, 392 p.  (ISBN 2-7246-0541-1) [présentation en ligne].
- La Banque sous l'Occupation : paradoxes de l'histoire d'une profession, 1936-1946, Paris, Presses de la Fondation des sciences politiques, 1991, 331 p. (ISBN 978-2-7246-0587-7, présentation en ligne).
- avec la collaboration de Cécile Omnès et alii, La spoliation financière, Mission d’étude sur la spoliation des Juifs de France, Paris, La Documentation Française, 2000.
- avec la participation de Serge Klarsfeld et Annette Wieviorka, et la collaboration d’Olivier Cariguel et Cécilia Kapitz, La persécution des Juifs de France (1940-1944) et le rétablissement de la légalité républicaine : recueil des textes officiels, 1940-1999, Mission d’étude sur la spoliation des juifs de France, La Documentation Française, 2000, avec Cédérom.
- avec Gilles Le Béguec et Danielle Tartakowsky (dir.), La loi de 1901 à l’épreuve du siècle, Paris, Publications de la Sorbonne, 2001.
- Pour l’amour de la République : le Club Jean Moulin, 1958-1970, Paris, Fayard, 2002,  [présentation en ligne].
- avec Marie-Claire Lavabre et Danielle Tartakowsky, (dir.), Politiques du passé : les usages politiques du passé dans la France contemporaine, Publications de l’université de Provence, 2006.
- avec Philippe Braud et Guillaume Piketty (dir.), Dictionnaire De Gaulle, Éditions Robert Laffont, collection « Bouquins »  (ISSN 0244-5913), Paris, 2006, 1276 p.  (ISBN 2-221-10280-0) [présentation en ligne].
- avec Constantin Goschler et Philipp Ther (dir.), Spoliations et restitutions des biens juifs, Europe, XXe siècle, Autrement, 2007.
- avec Jacques Semelin et Sarah Gensburger (dir.), La résistance aux génocides : de la pluralité des actes de sauvetage, Presses de Sciences Po, 2008.
- avec Christine Bard (dir.), « Femmes, Résistance et déportation », dossier d’Histoire@Politique, no 5, juillet 2008.
- avec Michel Margairaz (dir.), « Nouveaux regards sur la France dans la Deuxième Guerre mondiale » dossier d’Histoire@Politique, no 9, octobre 2009.
- Tombés du ciel. Le sort des pilotes abattus en Europe, 1939-1945, Tallandier / Ministère des Armées, 2021.

## Hommages et distinctions
- 2003 : prix François Millepierres (médaille d'argent) pour l'ouvrage Pour l’amour de la République. Le club Jean Moulin[6].
- 2018 :  Officière de la Légion d'honneur[7].